# Ludwig Ott
Ludwig Ott (* 24. August 1906 in Neumarkt-St. Helena; † 25. August 1985 in Eichstätt) war ein römisch-katholischer Theologe und Mediävist.

## Leben
Nach der Ausbildung an der Philosophisch-theologischen Hochschule Eichstätt wurde Ott 1930 zum Priester geweiht. Er promovierte in München (1931–1936) bei Martin Grabmann und wurde von ihm über die Entwicklung der mittelalterlichen Theologie angeleitet. 1936 wurde er außerordentlicher, 1941 ordentlicher Professor für Dogmatik an der bischöflichen Philosophisch-theologischen Hochschule in Eichstätt. Von 1960 bis 1962 stand er dieser katholischen Hochschule als Rektor vor.
Seine Forschungen bewegten sich zumeist auf dem Gebiet der Dogmatik, insbesondere der Frühscholastik, zum Beispiel über Hugo von St. Viktor. Mit seinem „Grundriss der Dogmatik“ legte er ein maßgebliches Standardwerk der Dogmatik vor, das vor allem für Studienzwecke geeignet ist. Das Werk für Priester und Laien ist in mehrere Sprachen (auch ins Arabische) übersetzt und schon mehr als zehnmal aufgelegt. Wissenschaftlich verdienstvoll ist auch seine Wiederauflage von Grabmanns wichtigem Werk „Mittelalterliches Geistesleben“, die Herausgabe des Nachlasses dieses bedeutenden Mediävisten sowie seine Mitarbeit am Handbuch der Dogmengeschichte.

## Schriften
- Das Weihesakrament. Herder, Freiburg 1969 (HDG IV/5)
- Grundriss der Katholischen Dogmatik. Verlag Herder, Freiburg im Breisgau 1. Auflage 1952, 3. veränd. Auflage 1957, 10. Auflage 1981 (Ausgabe letzter Hand), ISBN 3-451-13541-8.
- Grundriss der Katholischen Dogmatik. nova & vetera, Bonn 11. Auflage 2005 (mit Literaturnachträgen), ISBN 3-936741-25-5.
- Die Lehre des Durandus de S. Porciano O. P. vom Weihesakrament. Dargestellt nach den verschiedenen Redaktionen seines Sentenzenkommentars und nach der Diskussion der Dominikanertheologie des beginnenden 14. Jahrhunderts. Schöningh, München/Paderborn/Wien 1972, ISBN 3-506-79417-5.
- Mittelalterliches Geistesleben, 3. Auflage mit der Bibliographie Martin Grabmanns. Olms: Hildesheim 1975 (ergänzter Nachdruck der Ausg. München 1956), ISBN 3-487-05666-6.
- mit Hermann Köstler: Martin Grabmann. Nachlass und Schrifttum. Schöningh, Paderborn 1980, ISBN 3-506-79430-2.